# Thorsten Rudenschöld (1886–1951)
Thorsten Gustaf Gabriel Rudenschöld, född 11 januari 1886 i Skövde, död 25 september 1951 i Karlstad, var en svensk greve och militär.
Thorsten Rudenschöld var son till kapten Hakon Rudenschöld och Hanna Wennérus. Han avlade mogenhetsexamen 1904, blev officersvolontär vid Livregementets grenadjärer samma år, elev vid Krigsskolan på Karlberg 1905, avlade officersexamen 1906 och blev samma år underlöjtnant vid livregementets grenadjärer. Rudenschöld blev löjtnant vid livregementets grenadjärer 1909, aspirant vid generalstaben 1915, stabsadjutant och kapten vid generalstaben 1918 samt kapten vid Kronobergs regemente 1923. Han återvände till generalstaben 1926, blev stabschef vid östra arméfördelningen samma år och överadjutant och major vid generalstaben 1927. Rudenschöld blev militärattaché och major å generalstabens stat 1930 och tjänstgjorde bland annat i Paris och Bryssel. År 1933 blev han överstelöjtnant vid Värmlands regemente och var från 1936 tillförordnad och 1937 ordinarie överste och chef för Bohusläns regemente. Sedan Rudenschöld lämnat regementschefsposten var han 1942–1949 inspektör i lokalförsvaret inom V. militärområdet i Karlstad. Han blev riddare av Svärdsorden 1927, kommendör av andra klassen av samma orden 1939 och kommendör av första klassen 1942.